# أبوسوم كبير الأذن
أبوسوم كبير الأذن (الاسم العلمي:Didelphis aurita)، هو نوع من الأبوسوم يتواجد في الأرجنتين والبرازيل .